# Табі-утул-Енліль
Табі-утул-Енліль (також Табі-утул-Бел, Шубші-Мешра-Нерґал або Шубші-Машр-Саккала; аккад.  m  šub-ši-maš-ra-a -  d   GÌR ) — головний герой давньої месопотамської поеми «Праведний страждалець», створеної під час правління каситського царя Назі-Марутташа у Вавилоні (1324-1297 до н. е.), який згадується в рядку 105 таблички IV. Згідно з текстом, займав високі пости, був одружений, мав рабів і поля, і говорив про Ніппур як про своє володіння. Чиновник з таким же ім'ям з'являвся в двох інших текстах, датованих тим же часом.

## Згадки
Табличка, знайдена в Ніппурі, перераховує зернові пайки, дані посланнику Шубші-Машр-Саккала в четвертий рік правління Назі-Марутташа (1320 до н. е.).
Існує постанова суду, виявлена в Урі, датована 16-м роком правління Назі-Марутташа (1308 до н. е.), в якому Шубші-Машр-Саккала володіє титулом šakin māti, lúGAR KUR, «правитель країни». Цей припис забороняв збір врожаю у одного з каналів або річок.